# SVV in het seizoen 1961/62
Het seizoen 1961/1962 was het achtste jaar in het bestaan van de Schiedamse betaaldvoetbalclub SVV. De club kwam uit in de Eerste divisie A en eindigde daarin, na een tweetal beslissingswedstrijden, op de zevende plaats. Door de inkrimping van de Eerste divisie speelden beide nummers 7 een wedstrijd om te bepalen wie zich handhaafde. De wedstrijd tegen de nummer 7 (SHS) uit divisie B werd met 0–2 verloren. Tevens deed de club mee aan het toernooi om de KNVB Beker, hierin werd in de derde ronde verloren van ADO (0–2).

## Wedstrijdstatistieken

### Eerste divisie A
|       | AGOVV | Alkmaar '54 | BVV   | D.F.C. | DHC   | Eindhoven | Fortuna | Go Ahead | 't Gooi | Haarlem | Helmond | KFC   | Leeuwarden | Sittardia | Stormvogels | Veendam | Vitesse |
| ----- | ----- | ----------- | ----- | ------ | ----- | --------- | ------- | -------- | ------- | ------- | ------- | ----- | ---------- | --------- | ----------- | ------- | ------- |
| Thuis | 1 – 0 | 1 – 1       | 2 – 0 | 1 – 1  | 0 – 0 | 3 – 1     | 4 – 2   | 1 – 1    | 0 – 3   | 5 – 1   | 5 – 0   | 1 – 0 | 2 – 1      | 1 – 1     | 2 – 1       | 2 – 1   | 2 – 0   |
| Uit   | 3 – 3 | 2 – 2       | 3 – 1 | 3 – 3  | 2 – 0 | 4 – 0     | 1 – 0   | 3 – 1    | 1 – 2   | 0 – 1   | 0 – 2   | 0 – 0 | 0 – 0      | 4 – 0     | 0 – 1       | 1 – 0   | 1 – 1   |

### Beslissingswedstrijden
| 1e wedstrijd                                                                                    | SVV                            | 2 – 0 (0 – 0) | Veendam |
| 31 mei 1962 Plaats: Schiedam Frankelandsedijk Toeschouwers: 8.000 Scheidsrechter: Dirk van Male | Joop Herwig 76', 88'           |               |         |
| 2e wedstrijd                                                                                    | Eindhoven                      | 2 – 0 (1 – 0) | SVV     |
| 11 juni 1962 Plaats: Eindhoven Aalsterweg Toeschouwers: 17.000 Scheidsrechter: Ad Boogaerts     | Cor Bex 28' Wim van Kessel 85' |               |         |

### Degradatiewedstrijd
| Degradatiewedstrijd                                                                      | SHS                               | 2 – 0 (1 – 0) | SVV |
| 17 juni 1961 Plaats: Delft Brasserskade Toeschouwers: 16.000 Scheidsrechter: Piet Roomer | Roel Timmer 41' Jan de Kleijn 78' |               |     |

### KNVB beker
| 2e ronde                                         | SVV                                     | 3 – 1 (3 – 0) | Hermes DVS                   |
| 31 maart 1962 Plaats: Schiedam Frankelandsedijk  | Joop Herwig 3' Gerrit van Pelt 13', 23' |               | 73' (pen.) Theo van der Poel |
| 3e ronde                                         | ADO                                     | 2 – 0 (0 – 0) | SVV                          |
| 28 april 1962 Plaats: Den Haag Zuiderparkstadion | Carol Schuurman 55' (pen.), 60'         |               |                              |

## Statistieken SVV 1961/1962

### Eindstand SVV in de Nederlandse Eerste divisie A 1961 / 1962
| Stand | Gespeeld | Gewonnen | Gelijk | Verloren | Punten | Doelpunten voor | Doelpunten tegen |
| ----- | -------- | -------- | ------ | -------- | ------ | --------------- | ---------------- |
| 7e    | 34       | 15       | 11     | 8        | 41     | 50              | 42               |

### Topscorers
| #                 | Naam              | Goal |
| ----------------- | ----------------- | ---- |
| 1.                | Joop Herwig       | 12   |
| 2.                | Gerrit van Pelt   | 10   |
| 3.                | Aad Putters       | 7    |
| 4.                | Theo Kaak         | 5    |
| 5.                | Arend van Kampen  | 4    |
| 6.                | Aad Osterholt     | 2    |
| 6.                | Jan Ris           | 2    |
| 6.                | Gerard Slavenburg | 2    |
| 9.                | Cor Corbeau       | 1    |
| 9.                | Hans Hekman       | 1    |
| 9.                | Ton van Leeuwen   | 1    |
| 9.                | Jan Rab           | 1    |
| 9.                | Piet Romeijn      | 1    |
| Onbekend doelpunt |                   |      |
| –                 | Onbekend          | 1    |
| Totaal            | Totaal            | 50   |

| #      | Naam        | Goal |
| ------ | ----------- | ---- |
| 1.     | Joop Herwig | 2    |
| Totaal | Totaal      | 2    |

| #      | Naam        | Goal |
| ------ | ----------- | ---- |
| –      | Geen speler | 0    |
| Totaal | Totaal      | 0    |

| #      | Naam            | Goal |
| ------ | --------------- | ---- |
| 1.     | Gerrit van Pelt | 2    |
| 2.     | Joop Herwig     | 1    |
| Totaal | Totaal          | 3    |